# 阿斯皮朗
阿斯皮朗（法語：Aspiran，法語發音：[aspiʁɑ̃]）是法国埃罗省的一个市镇，位于该省中部，属于洛代沃区。

## 地理
阿斯皮朗（43°33'57"N, 3°26'58"E）面积16.13 平方千米，位于法国奧克西塔尼大區埃罗省，该省份为法国南部沿海省份，南濒地中海，西南接奥德省，西北接塔恩省和阿韦龙省，东北与加尔省接壤。
与阿斯皮朗接壤的市镇（或旧市镇、城区）包括：阿迪桑、卡内、丰泰斯、略朗卡布里耶尔、内比扬、波朗、佩雷、特雷桑。

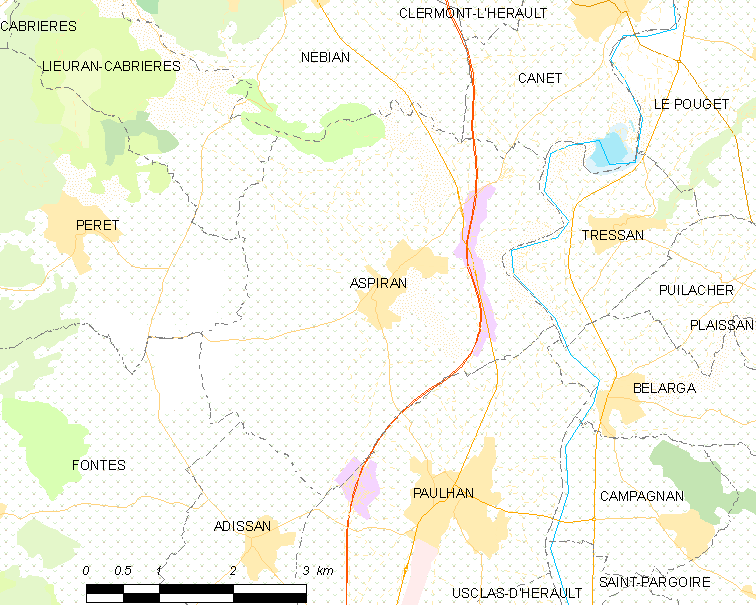
阿斯皮朗的OSM定位图

阿斯皮朗的时区为UTC+01:00、UTC+02:00（夏令时）。

## 行政
阿斯皮朗的邮政编码为34800，INSEE市镇编码为34013。

## 政治
阿斯皮朗所属的省级选区为克莱蒙莱罗县。

## 人口

1962-2008年间阿斯皮朗人口变化图示

阿斯皮朗于2022年1月1日时的人口数量为1682人。